# Beskrajno ljeto: smaknuće Brandona Brycea
Beskrajno ljeto: smaknuće Brandona Brycea hrvatski je roman Mislava Gleicha objavljen 2021. godine.
Roman je smješten u fiktivni američki gradić Potstone u ljeto 1997. godine. 18-godišnji Adrian Paine, njegova djevojka Christie i njezin brat Danny na zadnji dan školske godine odlaze u šumu iznad grada, gdje svjedoče smaknuću nedužnog starčića, gospodina Brandona Brycea. Ostatak romana na introspektivan način prikazuje Adrianovu bitku s posljedicama traume i depresije, te njegovo nastojanje da shvati zašto je Bryce ubijen.

## Sadržaj
U gradiću Potstoneu, negdje na sjeveru Amerike, 18-godišnji Adrian Paine sa svojom djevojkom Christie Dreaming i njezinim malim bratom Dannyjem odlazi na izlet u obližnju šumu. Dan se preobražava u pakao jednom kad njih troje slučajno prisustvuju smaknuću u zabačenom dijelu šume: dvojica muškaraca vješanjem smaknu naizgled bespomoćnog i dobroćudnog starčića, Brandona Brycea. Danny se slučajno posklizne, zbog čega privuče pozornost dvojice krvnika. Oni prijete dječaku, Christie i Adrianu da će ih ubiti ako ikomu odaju bilo što od onoga što su vidjeli.
Adrian se u narednim danima teško hrva s traumama koje mu je stvorilo smaknuće. Po prvi put u životu ne zna kako postupiti, te se boji da mu je život upropašten. Osim što se suočava s introspektivnim problemima, istovremeno ga more i druge poteškoće. Njegov ljigavi kolega iz škole, Michael Steefort, počinje se upucavati njegovoj djevojci, što Adrianu, koji je na rubu zbog smaknuća, predstavlja sve veći i veći problem. Nadalje, Adrianov otac očekuje od svog sina da ovaj odabere fakultet i odluči kako će provesti ostatak života, što mladić smatra prevelikom i preteškom odlukom (da se njega pita, najradije bi se bavio pisanjem). Napokon, tijekom ljeta počinje raditi u slastičarnici gospodina Baxtera, svog susjeda, ali zbog svega što ga proganja, nikako se ne uspijeva usredotočiti na posao, što rezultira u jednom trenutku i njegovim otkazom.
U međuvremenu Adrian saznaje da se smaknuti starac zove Brandon Bryce i da je živio u obližnjem Grim Watersu. On odlazi u to mjestašce i od Bryceove susjede saznaje nešto više o njegovu životu. Tih dana, njegova jedina utjeha jest djevojka Christie, s kojom u jednom trenutku pleše na A Whiter Shade of Pale u mraku svoje sobe.
Adrian prepoznaje jednog od krvnika u Potstoneu i slijedi ga do obližnjeg motela. Problemi za njega postaju još veći kad se posvađa sa svojim roditeljima zbog odluke o fakultetu, te nakon toga, shrvan svime, baca nedovršenu priču koju je pisao u rijeku. Na dnu, on jednog dana odlazi s Christie i Dannyjem u kino na projekciju Batmana, gdje prije projekcije napada Michaela Steeforta, školskog kolegu. Bijesan, te i sam ošamućen od sukoba, odlazi do obližnjeg motela kako bi od dvojice krvnika napokon saznao zašto je Brandon Bryce smaknut u šumi.
Krvnici isprva prijete njemu, Christie i Dannyju, te ih odvedu u motelsku sobu. No ondje se ispostavi da obojica zapravo ne namjeravaju nauditi djeci, te im objašnjavaju da je starac obješen zato što je dvanaest godina ranije ubio Lenore Draconian, suprugu jednog krvnika te kćer drugog. Adrian se pomiruje sa situacijom, obećava da neće prijaviti krvnike policiji i odlazi s Christie i Dannyjem.
Na kraju knjige, Adrian obećava ocu da će s njim porazgovarati o fakultetu. Napokon se pomirivši sa svime što se dogodilo, on dobiva novu snagu i motivaciju i kreće pisati vlastitu priču.

## O knjizi
Beskrajno ljeto apostrofira teme kao što su borba s depresijom i traumom, adolescentska izgubljenost, tinejdžerska ljubav, nada, te bitka sa samim sobom. Roman obiluje introspektivnim elementima, napisan je u 1. licu, priča je jednostavna i linearna, a naglasak je stavljen na protagonistovim razmišljanjima. Gleich tvrdi da je ovo njegov "najosobniji roman dosad" i kako je "scena u kojoj Adrian i Christie plešu na A Whiter Shade of Pale, skriveni od ostatka svijeta, vrlo [...] osobna". Književni kritičar i teoretičar Tin Lemac smatra da roman, osim što je psihološki triler, pokazuje karakteristike proze u trapericama i omladinskog romana. Spisateljica Matea Čvagić Prašnjak rekla je kako je riječ "o suvremenom romanu, možda i noveli, koji se s pravom svrstava u kategoriju proze u trapericama. Atribut ovoga romana, međutim, kombinacija je nekoliko žanrova koji obuhvaćaju osobine romana za mlade, ljubavnog romana, trilera i kriminalističkog romana". Rekla je i kako zahvaljujući ich kompoziciji iz perspektive sjećanja roman gotovo nalikuje na dnevničke zapise, te da "potencijalno oslikava autobiografske elemente", što se očituje u Adrianovoj ljubavi prema pisanju. Prema Čvagić Prašnjak, "karakterizacijom Christie Dreaming, djevojke protagonista [...] ostvaruju se kvalitetni elementi jednostavne, a istovremeno vrlo nježne i dirljive ljubavne priče koja oslikava značaj prvih ljubavi, dok se likovima poput Michaela Steeforta i Chada Deenera (Adrianovih vršnjaka) ostvaruje refleksija onoga što Adrian nikako ne želi postati i onoga čemu, s druge strane, Adrian teži."

## Reakcije
Knjigu je na HRT-u preporučila i novinarka Karolina Lisak Vidović, a HRT ju je kasnije proglasio i jednom od najtraženijih hrvatskih knjiga ljeta 2021. godine. Na promociji knjige, književni kritičar i teoretičar Tin Lemac istaknuo je kako se u Beskrajnom ljetu očitava "nevjerojatna žanrovska polivalentnost", smatrajući tu karakteristiku jednom od najvrjednijih u romanu. Lemac je također naglasio kako se Beskrajno ljeto "čita u dahu".
Roman je spisateljica Matea Čvagić Prašnjak ocijenila s 3,2/5, govoreći: "Ne mogu sa sigurnošću tvrditi hoće li se ova knjiga svidjeti svakome, ali sigurna sam da je prigodna za publiku svih uzrasta i zavodljivo shvatljiva čak i onima koji u slobodno vrijeme ne posežu za čitanjem knjiga."